# Kyle Williams (Footballspieler, 1983)
Kyle Derrick Williams (* 10. Juni 1983 in Ruston, Louisiana), nicht zu verwechseln mit dem gleichnamigen Wide Receiver, ist ein ehemaliger US-amerikanischer American-Football-Spieler auf der Position des Defensive Tackles. Er spielte bei den Buffalo Bills in der National Football League (NFL). 

## College
Williams, der schon in der Highschool sportliches Talent zeigte und neben Football und Basketball auch noch Leichtathletik betrieb, hatte Angebote diverser Universitäten, entschied sich aber für die Louisiana State University (LSU) und spielte für deren Mannschaft, die Tigers, überaus erfolgreich College Football, wobei er in 46 Spielen 176 Tackles setzte und 16.5 Sacks erzielte. Er konnte mit seinem Team nicht nur den nationalen Titel gewinnen, sondern wurde auch wiederholt in diverse Auswahlteams berufen.

## NFL
Beim NFL Draft 2006 wurde er in der 5. Runde als insgesamt 134. Spieler von den Buffalo Bills ausgewählt. Er konnte sich sofort etablieren und lief in seiner Rookie-Saison in allen 16 Spielen auf, elfmal davon sogar als Starter. In den folgenden Spielzeiten wurde er zu einem fixen Bestandteil der Defense der Bills, wobei er in den Jahren 2009 bis 2012 bevorzugt als Nose Tackle eingesetzt wurde. 2011 unterschrieb er einen Sechsjahresvertrag in der Höhe von 39 Millionen US-Dollar, seit demselben Jahr ist er auch einer der Mannschaftskapitäne der Defense. 2011 konnte er wegen einer Knöchelverletzung nur 5 und 2015 wegen einer Knieverletzung lediglich 6 Spiele bestreiten. Williams wurde sechsmal in den Pro Bowl berufen.
Am 28. Dezember 2018 gab er bekannt, nach der Saison 2018 seine Karriere zu beenden.